# Lakeville (Nouveau-Brunswick)
Pour les articles homonymes, voir Lakeville.
Lakeville est un village du comté de Carleton dans l'Ouest de la province canadienne du Nouveau-Brunswick. Le village a le statut de DSL. Dans le cadre de la réforme de la gouvernance locale du 1er janvier 2023, le DSL a été annexé à la ville de Carleton North.

## Géographie
Lakeville est situé sur la rive est du lac Williamstown.

### Villages et hameaux
Le village comprend les hameaux de Brookeville, Deerville et Lakeville.

## Chronologie municipale
- 1966: La municipalité du comté de Carleton est dissoute et la paroisse de Wilmot, dont Lakeville fait partie, devient un district de services locaux.
- 1984: Le DSL de Lakeville est érigé dans la paroisse de Wilmot.

## Démographie
(août 2016).
D'après le recensement de Statistique Canada, il y avait 266 habitants en 2021, comparativement à 305 en 2016, soit une baisse de 12,8 %. Il y a 123 logements privés, dont 119 occupés par des résidents habituels. Le village a une superficie de 33,72 km2 et une densité de population de 7,9 habitants au kilomètre carré.
| 2011 | 2016 | 2021 |
| ---- | ---- | ---- |
| 308  | 305  | 266  |

## Économie
Entreprise Carleton, membre du Réseau Entreprise, a la responsabilité du développement économique.

## Administration

### Commission de services régionaux
La paroisse de Lakeville fait partie de la Région 12, une commission de services régionaux (CSR) devant commencer officiellement ses activités le 1er janvier 2013. Contrairement aux municipalités, les DSL sont représentés au conseil par un nombre de représentants proportionnel à leur population et leur assiette fiscale. Ces représentants sont élus par les présidents des DSL mais sont nommés par le gouvernement s'il n'y a pas assez de présidents en fonction. Les services obligatoirement offerts par les CSR sont l'aménagement régional, l'aménagement local dans le cas des DSL, la gestion des déchets solides, la planification des mesures d'urgence ainsi que la collaboration en matière de services de police, la planification et le partage des coûts des infrastructures régionales de sport, de loisirs et de culture; d'autres services pourraient s'ajouter à cette liste.

### Représentation et tendances politiques
Nouveau-Brunswick: Lakeville fait partie de la circonscription provinciale de Carleton, qui est représentée à l'Assemblée législative du Nouveau-Brunswick par Dale Graham, du Parti progressiste-conservateur. Il fut élu en 1993 puis réélu depuis ce temps.
 Canada: Lakeville fait partie de la circonscription électorale fédérale de Tobique—Mactaquac, qui est représentée à la Chambre des communes du Canada par Michael Allen, du Parti conservateur. Il fut élu lors de la 39e élection générale, en 2006, et réélu en 2008.

## Vivre à Lakeville
Le DSL est inclus dans le territoire du sous-district 8 du district scolaire Francophone Nord-Ouest. Les écoles francophones les plus proches sont à Grand-Sault. Cette ville compte aussi un campus du CCNB-Edmundston alors qu'il y a une université à Edmundston même.
Lakeville possède une caserne de pompiers et un bureau de poste. Le détachement de la Gendarmerie royale du Canada le plus proche est à Hartland.
Les anglophones bénéficient des quotidiens Telegraph-Journal, publié à Saint-Jean, et The Daily Gleaner, publié à Fredericton. Ils ont aussi accès au bi-hebdomadaire Bugle-Observer, publié à Woodstock. Les francophones ont accès par abonnement au quotidien L'Acadie nouvelle, publié à Caraquet, ainsi qu'à l'hebdomadaire L'Étoile, de Dieppe.